# Hadrocodium
Hadrocodium é uma espécie extinta de mamífero basal que viveu durante o período Jurássico Inferior (há aproximadamente 195 milhões de anos). Seus restos fósseis foram descobertas na província de Yunnan, China. Há uma única espécie descrita para o gênero Hadrocodium wui. Ele é mais relacionado com os Mammalia sensu stricto do que com os Docodonta, Morganucodonta e Sinoconodon. Todos os mamíferos descendem desta espécie.